# 水城りの
水城 りの（みずしろ りの、1995年6月2日 - ）は、日本の女優、AV女優。LINX所属。

## 略歴・人物
兵庫県出身。
2015年にAVデビュー。もともと芸能の道を目指しており、AV女優の道を選んだのは「痴女の役がやってみたかったから」。またお笑い好きで、一時はお笑い事務所に願書を出したほど。
2016年からは映画『裸のアゲハ』シリーズにヒロイン役として出演。同年にはパロディ作品『チン・コジラ』に出演し話題となる。2017年1月の夕刊フジ紙面ではこの年のブレイク予想女優に選ばれている。2018年以降はAVに関しては休業中。
趣味は料理。得意技はよだれと潮吹き。

## 出演作品

### アダルトDVD
2015年
- 関西からやってきた 日帰り中出しUターン! 新人AVデビュー（9月25日、本中）
- Girls Talk 055 新感覚★★★ 素人ビア〜ン生撮り 「女子大生」石原里美が同級生を愛するとき…（11月15日、プラム）他1名出演
- ゲスの極み映像 田舎娘4人目（12月1日、フルセイル）
- 素人ナンパ 優しすぎる素人奥さんラップ1枚隔てて童貞くんにセックス指導素股（12月10日、アイエナジー）他出演:双葉ゆきな、川美優香、若槻みづな、神谷円果
- スペルマ妖精 16 美女の精飲 水城りの（12月18日、S.P.C）
- 美少女即ハメ白書 43（12月19日、ソクハメラボ）他出演:早川瑞希、瀬奈みかげ、藤にいな
- 淫語連発! クイ込みシミ付き大胆パンチラ逆さ撮りコレクション（12月25日、ラマ）他出演:武藤つぐみ、夏海いく、桃原茜、荒牧しおり、川仲ことみ、愛須心亜 ほか

2016年
- リアル妄想シリーズ 私は女子校の担任教師 授業中、昼休み中、掃除中に…いつでもどこでも思春期で性に興味がある教え子にチ○ポを求められる精子からっぽモテハメ女子校教師生活（1月8日、SODクリエイト）※「水城里奈」名義　共演:河合まゆ、渋谷みき、柚月このみ、佐々木雨、宮崎綾、森保紗那
- 100万円でモニタリングさせてください! 街ゆく清楚な女性が精力低下に悩む中高年男性の身の下相談にのって二人っきりの空間で更年期チ●ポの勃起介助! おじさん好きの優しい女子は久々に高まってイキ場のない団塊チ〇ポをそのままそっと導いてなでしこマ●コに挿入させてくれるのか?（1月8日、SCOOP）他出演:若槻みづな、双葉ゆきな、西條りり、神谷円果
- 素人セーラー服生中出し(改)（1月15日、プラム）
- ええ女いい女 関西弁の人妻（1月20日、スターパラダイス）
- 本番禁止の都内有名デリヘルでただ口説いてヤルだけじゃ収まらない! ぎらついた男たちがデリヘル嬢に生中出しするまで コスプレデリヘル集 3（1月21日、Mr.michiru）他出演:葉山美空、南希海、天野ふうか
- 「彼ごはん」にハマってる料理好き女子。 本当は男とSEXしたいだけのドスケベなコでした（2月1日、リコピン）
- 経験人数2人そしてフェラは未経験 準ミス○西大 ほのか(20) ハタチのデビュー×初めてづくしの上京5本番（2月5日、DIY）※「ほのか」名義
- 人妻の嬉し恥ずかしセンズリ鑑賞（2月20日、スターパラダイス）他出演:宇野ゆかり、西山樹、綾見ひなの、七星くるみ
- 妄想アイテム究極進化シリーズ リクエスト復活SP 魂吹き込み憑依銃 －魂を吹き込めばもう1人のエロい僕! 分身を自由に操ってスケベな憑依やご奉仕をやりたい放題!!－（3月5日、ROCKET）共演:なつめ愛莉、杏堂怜
- 着衣が熟れ美尻を強調するピタ尻人妻ミニスカートナンパ（3月11日、S級素人）他出演:あやね遥菜、逢月はるな、仁美まどか
- エスカレートする校内露出 Vol.2（3月13日、MOODYZ）他出演:葉山友香、岡本希
- 私立スペレズ女学院 2 壁チ○ポ部活動編（3月17日、ROCKET）共演:涼川絢音、岡本希
- 人妻の嬉し恥ずかしセンズリ鑑賞（3月20日、スターパラダイス）他出演:宮園とわ子、五十嵐真理、波多野結衣、矢咲唯
- 日本全国美人妻ナンパ ヘアヌードコレクション 2（3月20日、スターパラダイス）他出演:白川まお、矢咲唯、小林あさみ、西山樹
- 新・腰ふり騎乗位 3 咥え込んだら離さない女たち（3月25日、アロマ企画）他出演:ましろあい、葉山美空、槇原愛菜、橘まゆき、椿かなめ
- 本番禁止のデリヘル嬢が簡単にガチ挿入を許してくれる魔法の言葉が存在するという噂を検証スル!言わないより言ったほうがヤレる確変率超UP!「実はボク童貞なんです…」と告白しても、最初は「えっ!嘘でしょ」などと真剣にとりあってくれなかった女の子がギンギンに勃起しているのにあまりに消極的な態度に興味がわいてきてチ○ポを思わせぶりにソフトタッチしはじめたから挿入許可までもはや秒読み状態だというのは本当か?（3月25日、SCOOP）他出演:星空もあ、松坂美紀
- 直下型&M字パンチラ挑発 誘惑お姉さん編 3（4月13日、アロマ企画）他出演:椿かなめ、美泉咲、なつめ愛莉、玉城マイ、葉山美空、藤本紫媛
- 地味で真面目な女子大生がキ○セク快楽中毒になるお話（4月20日、ONE MORE）
- 女運の無いオジサンがソソる女に勃起チ○ポを見せつけて、夢物語連発! 楽しすぎるぜ俺!!（4月21日、SOSORU×GARCON）他出演:内村りな、美木ななみ
- お顔隠しておマ●コ開帳! シロウト本番ライブの炎上級映像を独占入手! 舌先で亀頭チロチロからいきなりズボパク!大胆挑発フェラに先走り汁ダラダラ!ぐちょぐちょ下品な音出し指マン!二人ヨガリの身勝手下半身合体!リアルに気持ちよすぎる素人マ●コに爆発射!（4月22日、SCOOP）他出演:西条沙羅、小宮るな、緒方みずき
- 先輩OLに囲まれて残業中のオフィスに男はボク1人だけの王様ゲーム! 2 やっとの思いで就職!できたけど…会社に男は僕1人だけ!なので当然、居場所も権力もありません…。しかしある日の残業中、女子社員が始めた「王様ゲーム」に僕も強制参加させられたんだけど、『王様の命令は絶対!』ってマジですか!? ゲーム内容がどんどんHになっていくのにホントに誰も拒否しない!? それどころか、普段の欲求不満が爆発した女子社員は僕のチ○ポを求めてきて…!?（5月7日、Hunter）他出演:向井藍、内村りな、柳あきら、折原ほのか、美泉咲、月島ななこ、碧しの ほか
- 女子校生集団催眠中出し乱交 〜白目を剥きチ○ポを求める女子校生10人〜（5月13日、TMA）共演:椎名そら、あゆな虹恋、森はるら、松浦ゆきな、なごみ、あおいれな、美森すずか、乙葉ななせ、七菜原ココ
- 新人AV女優プライベート映像流出!? 撮影終了後のAV女優さんマジで口説いてお酒を飲ませてさらにこっそり媚薬を仕込んで、そのままSEXまでさせてくれるのか!?【徹底検証】（5月20日、リサーチ）他出演:天音ありす
- 訳あり生贄晒し妻（5月25日、豊彦）※「本庄美奈子」名義
- 10周年記念 看護師2作品同時収録!大まんぞくSP 「看護師の透けパン尻をオカズに隠れせんずりしていたら勃起汁まみれチ○ポを見られ怒られるかと思ったらヤらせてくれた」 & 「看護師のスカートの中を見上げ撮りしたパンチラビデオをオカズにセンズリしていたのが本人に見られ怒っていたのに…その夜中にヤってくれた」（5月26日、DANDY）他出演:広瀬うみ、竹内真琴、小泉まり ほか
- 密室快楽調教 女子校生 りの（5月27日、宇宙企画）
- サッカー部従順奴隷選手（5月29日、KIプランニング）※「澤田優樹」名義
- 接吻家庭内相姦 一つ屋根の下、濃厚接吻で発情してしまった母・姉・妹（6月9日、ヒビノ）共演:桐島美奈子、唯川千尋
- 自画撮りエロ可愛いJKオマ○コ見てみて♥ ぐちょぐちょマン汁♥ 指だけで何度もイキまくるオナニー（6月15日、プリモ）他出演:あおいれな、来栖みさ、霧島さくら、宮沢ゆかり、高見ひなた、本多恵、尾北ゆうこ、唯川千尋、向井ひなた
- 大胆パンチラ番外編 スカートの中に潜り込みたい! 超接近型挑発P 3（6月25日、アロマ企画）他出演:星空もあ、葉山美空、高山えみり、川美優香、桃瀬ゆり
- レイプが合法になった世界 4 〜公衆の面前でチ○ポ挿れっぱなし!犯りたいと思った瞬間に即ハメ!白昼堂々強制子作り!!〜（7月7日、ディープス）他出演:AIKA、羽月希、彩奈リナ、初芽里奈
- 素人ブルセラ! 生中出し 2人揃っての石原さ●み似のはるあ&りの姉妹（7月15日、プラム）共演:星野はるあ
- 女子校のクラス全員と一人ずつ濃密性交した僕。（8月1日、MOODYZ）共演:荻野舞、音羽あみ、芹沢ゆず、高山玲奈、葉山美空、唯川千尋、百瀬ひまり、鳥井真央、竹内真琴、真島かおる、雛森みこ
- チン・コジラさず中に入れて！高飛車女のヤリまくり潮噴射SEX略してヤリシオ作戦 水城りの（12月9日、レアルワークス）[11]

## 出演

### 映画
- さまようアゲハ　蜜壺トロトロ（2016年3月18日、オーピー映画） - 花森揚羽 役[12]
- 裸の劇団　いきり立つ欲望（2016年5月6日、オーピー映画） - 花森揚羽 役[13]